# جمشید اعلم
جمشید اعلم (۱۲۸۰ در وان - ۱۳۵۸ در تهران) پزشک ایرانی و از اعضای مجلس شورای ملی و مجلس سنا بود. او در دوره نوزدهم و بیستم مجلس شورای ملی توانست از قزوین به وکالت برسد. 
جمشید اعلم در سال ۱۳۴۲ به سناتوری مجلس سنا منصوب شد و در ادوار ۵ و ۶ و ۷ مجلس سنا شرکت داشت.
او در طول عمر خود در کنفرانس‌ها و سمینارهای بین‌المللی علمی بسیاری در کشورهای فرانسه، ژاپن، برزیل و امریکا شرکت کرد و مقالات زیادی در زمینه‌های علمی از او به چاپ رسید. 
همچنین یک جلد کتاب در موضوع گوش و حلق و بینی تألیف کرد. پس از انقلاب اسلامی دستگیر و زندانی شد و بنابر رأی دادگاه انقلاب محکوم به اعدام گردید.
وی در ساعت ۲ بامداد روز ۲ مهر سال ۱۳۵۸ در زندان اوین تهران تیرباران شد